# Medicina antiqua
Medicina antiqua („Antike Medizin“) ist der Name von zahlreichen medizinischen Sammelhandschriften spätantiken Ursprungs.
Es handelt sich um eine Sammlung spätantiker populärer Medizintraktate, die in zahlreichen Zusammenstellungen und Redaktionen überliefert ist. Die Texte wurden im 4. oder 5. Jahrhundert verfasst, die älteste erhaltene Handschrift stammt aus dem 6. Jahrhundert. Aus dem Mittelalter sind über 50 Textzeugen bekannt. Einer davon ist der Codex Vindobonesis 93, der den aufwendigsten Bilderschmuck besitzt. Eine Montecassinische Handschrift des 9. Jahrhunderts bildete dagegen 1481 die Grundlage der ersten gedruckten Ausgabe. Noch im 16. Jahrhundert erschienen mindestens neun Drucke.
Da sich die Texte an Laien wenden, enthalten sie viele magische Anwendungen, auch wenn die Autoren in unterschiedlichen Maße auf die Materia medica des Dioskurides und die Naturgeschichte des Plinius zurückgriffen. Die Zuschreibungen der enthaltenen Traktate an bekannte Persönlichkeiten sind im Wesentlichen unzutreffend. Autoren sind Pseudo-Apuleius, Pseudo-Musa (meist zusammen mit dem Herbarius des Pseudo-Apuleius überliefert), Pseudo-Dioskurides und der ansonsten unbekannte Sextus Placitus Papyriensis, der sich auf Plinius bezieht.